# Léxico catalán
El catalán es una lengua románica: proviene del latín vulgar tanto la sintaxis como la fonética y el léxico.
En el léxico, no todas las palabras se han formado del mismo modo. Algunos ejemplos: 

## Palabras populares o patrimoniales
Son producto de la evolución fonética de las palabras latinas. Los principales factores que influyen en la evolución de estas palabras son:
- El contacto del latín con las lenguas de los territorios ocupados (íbero, celta...)
- La procedencia geográfica y social de los colonizadores romanos.

Temática: partes del cuerpo, objetos del hogar, parentescos, fenómenos naturales, agricultura...
Ejemplos:
| Latín    | Catalán          |
| -------- | ---------------- |
| Rotundu  | Rodó (redondo)   |
| Apicula  | Abella (abeja)   |
| Laborare | Llaurar (labrar) |
| Tronus   | Tro (trueno)     |

## Cultismos
Son palabras procedentes de una lengua clásica que se toman en préstamo en una lengua moderna sin pasar por las transformaciones fonéticas propias de las palabras populares o patrimoniales.
Temática: lenguaje jurídico, eclesiástico, administrativo, científico...
Ejemplos:
| Capitulu | Capítol (capítulo) |
| Regnu    | Regne (reino)      |

## Dobletes
La formación de cultismos ha favorecido que nos encontramos con parejas de palabras que provienen de una misma voz latina: unas se han formado como cultismos y otras por evolución popular.
| Latino   | Cultismo/Semi-Cultismo | Palabra patrimonial |
| -------- | ---------------------- | ------------------- |
| Catedra  | Càtedra (cátedra)      | Cadira (silla)      |
| Miraculu | Miracle (milagro)      | Mirall (espejo)     |

Aun así, el catalán ha recibido otras influencias a lo largo de su historia con la aportación otras lenguas con las cuales ha estado en contacto:los préstamos y los neologismos.
- Datos: Q11934331